# 타나카 쿠니에
타나카 쿠니에(일본어: 田中 邦衛, 1932년 11월 23일 ~ 2021년 3월 24일 )는 일본 배우이다.

## 영화
- 나쁜 놈일 수록 잘 잔다
- 자식 딸린 늑대 소노치이사키테니

## 수상
- 욱일장